# محوطه اوجان
محوطه اوجان مربوط به دوران‌های تاریخی پس از اسلام است و در شهرستان اقلید، بخش مرکزی، روستای کناس واقع شده و این اثر در تاریخ ۱۲ بهمن ۱۳۸۱ با شمارهٔ ثبت ۷۳۳۵ به‌عنوان یکی از آثار ملی ایران به ثبت رسیده است.